# Bryg

Szkic ożaglowania typu bryg

Bryg Lady Washington

Bryg – typ ożaglowania statku, posiadający dwa maszty, oba z ożaglowaniem rejowym. Maszty brygu, licząc od dziobu, to fokmaszt oraz grotmaszt.
Bryg to także historyczna klasa okrętów żaglowych, używanych w XVII–XIX w. Okręt ten, znacznie mniejszy od fregat, używany był zarówno do ochrony portów i wybrzeży, jak i do służby rozpoznawczej oraz walki na pełnym morzu, także jako okręt eskortowy statków handlowych. Stał się popularnym okrętem bojowym korsarzy na Karaibach. Brygi miały wyporność 75–150 łasztów, długość kadłuba wynosiła najczęściej 33 m, szerokość 10 m, a zanurzenie okrętu 5 m. Cała artyleria znajdowała się na górnym pokładzie – na ogół 16–24 dział. Załoga liczyła średnio 150 ludzi. W marynarce brytyjskiej duże brygi klasyfikowano jako slupy, a we francuskiej jako korwety.

## Historia
Historycznie bryg to grupa kilku typów statków powstałych przez usunięcie z fregaty tylnego masztu, które pojawiły się XVII w. Ówczesny typowy bryg – brygantyna – posiadał na grotmaszcie żagiel gaflowy (przeniesiony ze stermasztu fregaty) i powyżej niego przeważnie dwa żagle rejowe, nie posiadał tam natomiast dolnego piętra żagli rejowych. Podobnym typem był bilander, który zamiast żagla gaflowego posiadał żagiel arabski. Snow miał gafel umieszczony na tzw. falszmaszcie umieszczonym bezpośrednio za grotmasztem, co pozwalało na posiadanie dolnego żagla rejowego na grotmaszcie.
Początkowo w marynarkach wojennych brygi były używane jako jednostki kurierskie, zwiadowcze, czasem eskortowe. Ten typ ożaglowania był również popularny na średnich i małych statkach handlowych.
W XIX w. ukształtował się obecny podział między brygiem (dwa maszty rejowe) i brygantyną (tylny z ożaglowaniem gaflowym).

## Żaglowce typu bryg

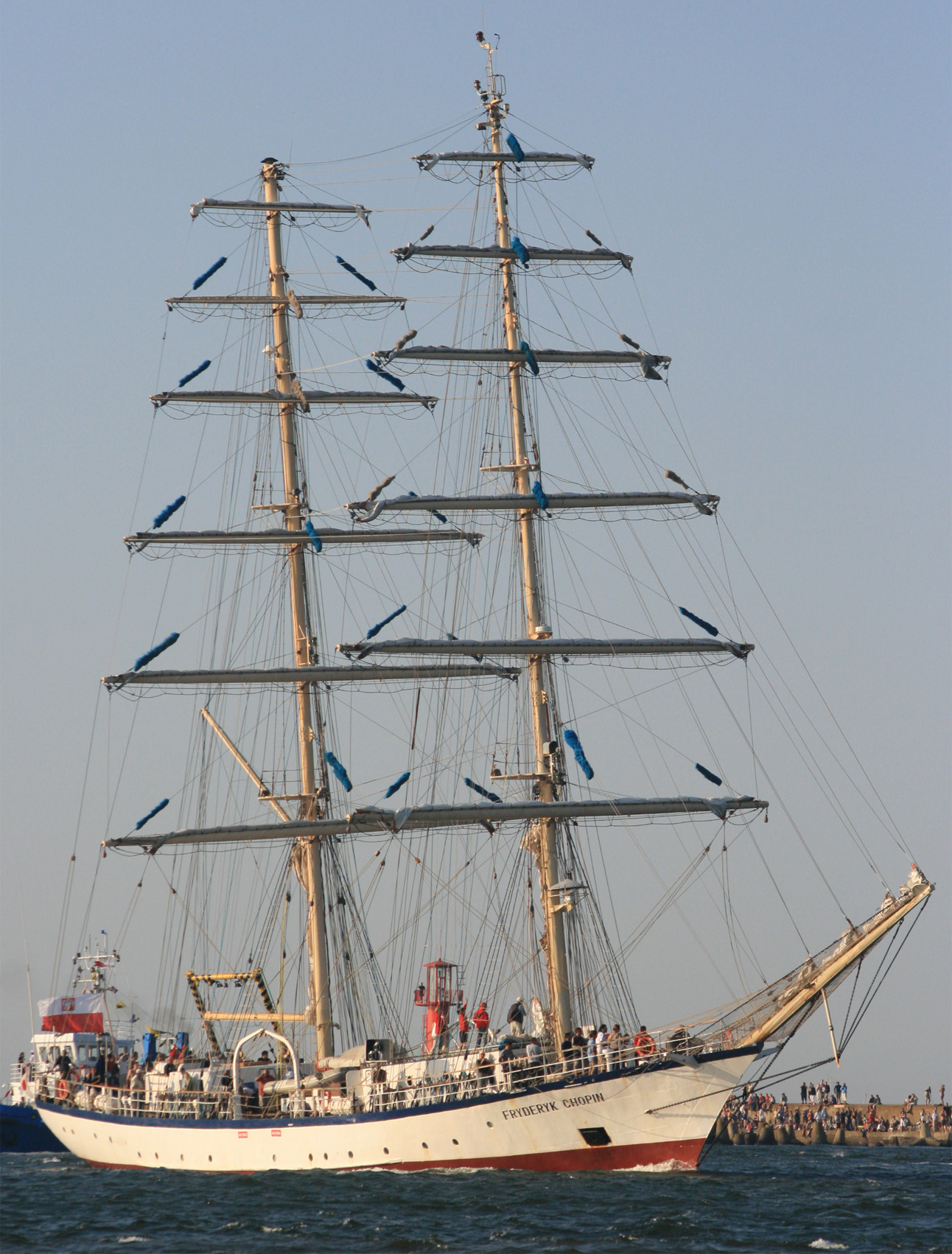
Bryg Fryderyk Chopin

- Fryderyk Chopin